# 勒布勒伊
勒布勒伊（法語：Le Breuil，法語發音：[lə bʁœj]）是法国索恩-卢瓦尔省的一个市镇，属于欧坦区。

## 地理
勒布勒伊（46°47'40"N, 4°29'0"E）面积28.8 平方千米，位于法国勃艮第-弗朗什-孔泰大區索恩-卢瓦尔省，该省份为法国中部省份，北起顺时针与科多尔省、汝拉省、安省、罗讷省、卢瓦尔省、阿列省和涅夫勒省接壤。
与勒布勒伊接壤的市镇（或旧市镇、城区）包括：圣菲尔曼、勒克勒佐、埃屈斯、埃塞尔泰讷、德讷河畔圣于连、圣皮埃尔德瓦雷讷、托尔西。

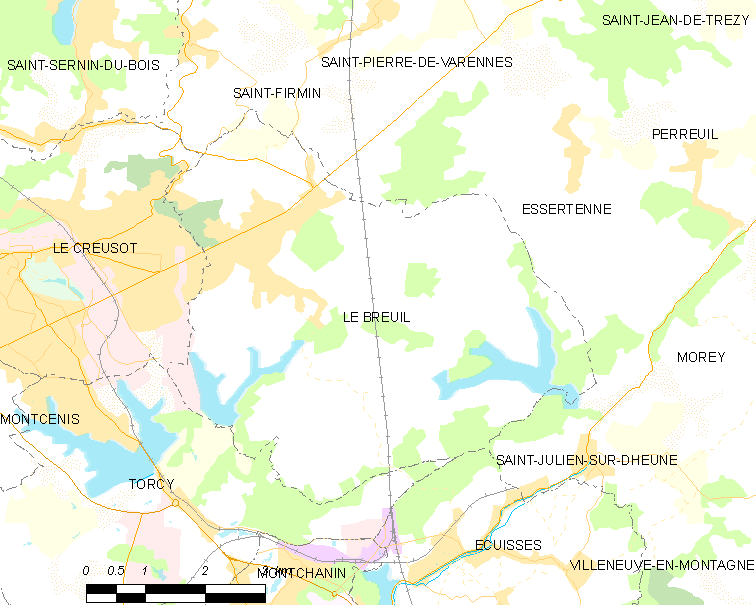
勒布勒伊的OSM定位图

勒布勒伊的时区为UTC+01:00、UTC+02:00（夏令时）。

## 行政
勒布勒伊的邮政编码为71670，INSEE市镇编码为71059。

## 政治
勒布勒伊所属的省级选区为勒克勒佐第二县。

## 人口

1962-2008年间勒布勒伊人口变化图示

勒布勒伊于2022年1月1日时的人口数量为3508人。